# Tămășești, Maramureș
Tămășești este un sat în comuna Ariniș din județul Maramureș, Transilvania, România.

## Istoric
Prima atestare documentară: 1424 (Egerbegh). 

## Etimologie
Etimologia numelui localității: din n. grup tămășești < n.fam. Tamaș, Tămaș (< magh. Tamás „Toma" < ebr. Thomas „geamăn") + suf. -ești. 

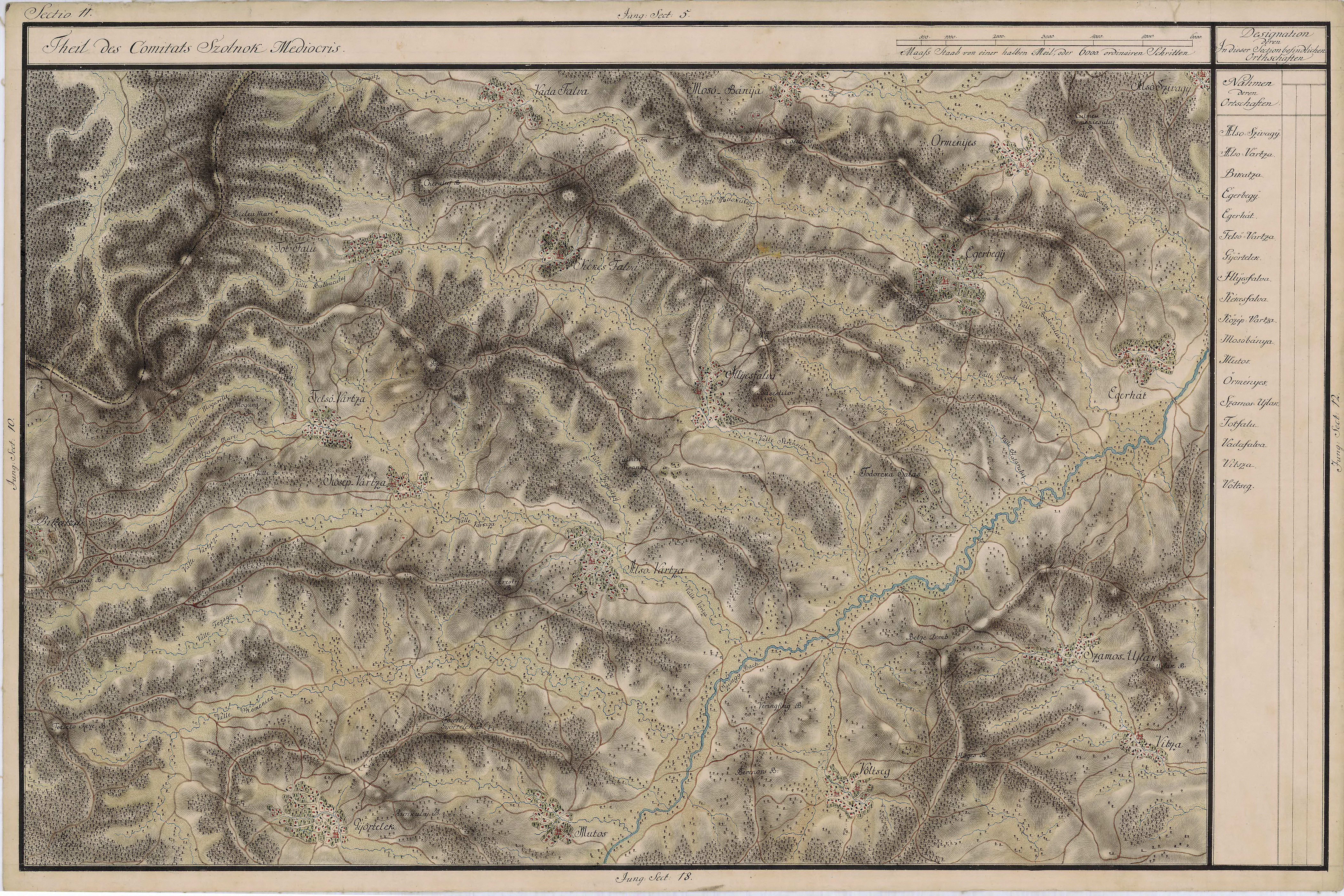
Tămăşeşti în Harta Iosefină a Transilvaniei

## Demografie
La recensământul din 2011, populația era de 252 locuitori. 